# БОР-60
БОР-60 — (быстрый опытный реактор, 60 мегаватт) многоцелевой научно-исследовательский реактор на быстрых нейтронах в НИИАР, г. Димитровград. Строительство начато в 1965 году, в 1968 произведен физический пуск, через год — энергетический. Используется для изучения новых видов ядерного топлива, создания новых конструкционных материалов и теплоносителей ядерных реакторов, производства и изучения изотопов, испытаний оборудования для атомных электростанций.
Наряду с многоцелевым исследовательским реактором ВК-50 (электрической мощностью 50 МВт), один из двух реакторов в НИИАР, вырабатывающих электроэнергию. 
Реактор БОР-60 (разработчик проекта РУ — АО «ОКБ Гидропресс») представляет собой следующую ступень в освоении технологии быстрых натриевых реакторов после реактора БР-5,и разрабатывался с более широкими возможностями по проведению различных исследований.  
Опыт, полученный в процессе разработки, строительства и эксплуатации реакторов БР5/10 и БОР-60, позволил в начале 60-х годов прошлого столетия приступить к проектированию и созданию опытно-промышленного реактора БН-350. 
С 2010 по 2020 были выполнены работы по техническому перевооружению и продлению срока эксплуатации реакторной установки. По результатам комплексного обследования систем, важных для безопасности реактора, срок эксплуатации продлён до 31 декабря 2025 года. В настоящее время на территории НИИАР ведется строительство нового реактора МБИР на замену БОР-60.

## Основные характеристики реактора
Топливом является оксид урана (обогащенный до 45-90 % по урану-235) или смесь оксидов урана и плутония. АЗ имеет высоту 45 см и диаметр 40 см. В качестве теплоносителя используется натрий, нагреваемый с 330°С до 530°С.
| Характеристика | Величина |
| --- | -------- |
| Тепловая мощность реактора                                                                                         | 60 МВт   |
| Электрическая мощность                                                                                             | 12 МВт   |
| Максимальная плотность нейтронного потока, {\displaystyle \textstyle {\frac {1}{{\text{см}}^{2}\cdot {\text{с}}}}} | 3,7⋅1015 |
| Расход натрия через реактор, м3/ч                                                                                  | до 1100  |
| Скорость натрия в АЗ, м/с                                                                                          | до 8     |
| Средняя энергия нейтронов, МэВ                                                                                     | до 0,4   |
| Расход натрия в двух петлях второго контура, м3/ч                                                                  | до 1400  |
| Продолжительность микрокампании, суток                                                                             | до 90    |
| Скорость набора повреждающей дозв, сна/год                                                                         | до 20    |

## Активная зона
| Характеристика                                                    | Величина |
| ----------------------------------------------------------------- | -------- |
| Количество ячеек                                                  | 265      |
| Количество ячеек для ТВС                                          | 156      |
| Количество ячеек для СУЗ                                          | 7        |
| Количество ячеек инструментировнных                               | 1        |
| Количество штатных ТВС                                            | 85-124   |
| Максимальное количество экспериментальных нетопливных сборок в АЗ | 12       |

## Экспериментальные возможности реактора
- В различные ячейки реактора может быть загружено большое количество экспериментальных сборок, при этом величина плотности потока нейтронов (Fn) в отдельных ячейках может отличаться более чем в 3 раза при максимальном значении {\displaystyle 3,7\cdot 10^{15}~{\frac {1}{{\text{см}}^{2}\cdot {\text{с}}}}} (при тепловой мощности 60МВт и компактной загрузке реактора).
- В АЗ возможно одновременное размещение до 12 экспериментальных облучательных устройств (ОУ) с конструкционными материалами.
- Количество экспериментальных ТВС с перспективными топливными композициями в активной зоне и ОУ с конструкционными материалами в боковом экране практически не регламентируется.
- В реакторе имеется специальный термометрический канал, позволяющий размещать экспериментальные устройства непосредственно в активной зоне с выводом информации об условиях облучения материалов по линиям связи.
- Реактор оснащён также двумя горизонтальными (ГЭК) и 9-ю вертикальными (ВЭК) каналами, расположенными за корпусом реактора.
- Накоплен большой опыт по созданию и использованию различных инструментованных экспериментальных устройств, в том числе петель-ампул с принудительной и естественной циркуляцией, использующих в качестве теплоносителя натрий и тяжёлые металлы.

## Производство радионуклидной продукции
В реакторе БОР-60 ведется наработка Sr-89 и Gd-153, которые являются одними из основных изотопов, включенных в номенклатуру планируемого к созданию в Димитровграде Федерального Центра медицинской радиологии. В отдельные микрокампании реактора загрузка активной зоны нетопливными экспериментальными ОУ составляла максимально разрешенное количество 12 шт, максимальная загрузка бокового экрана экспериментальными ОУ достигала 8 шт. 

## Основные направления исследования
- Исследования деформации радиационного роста и радиационной ползучести трубчатых образцов циркониевых сплавов в областях температур С и °С;
- Экспериментальные исследования термической стабильности радиационного роста и радиационных повреждений структуры плоских и криволинейных (сегментных) образцов циркониевых сплавов при температуре облучения 330 С;
- Исследование материалов ВКУ для обоснования работоспособности ВВЭР со сроком эксплуатации 60 лет при температуре облучения образцов 340ºС до повреждающей дозы 70 сна;
- Реакторные испытания образцов кремнистых сталей марок 10Х15Н9С3Б1-Ш (ЭП302-Ш) и 04Х15Н11С3МТ- ВИ при двух уровнях температуры до повреждающей дозы 34 сна и чугуна СПЧФ до повреждающей дозы 5-6 сна для сравнительных исследований деградации физико-механических свойств под воздействием реакторного облучения;
- Исследования внутриреакторной длительной прочности материалов оболочек твэлов реактора СВБР-100 (сталь ЭП-823Ш) при температуре ºС;
- Реакторные испытания капсул с образцами гидрида гафния в активной зоне реактора БОР-60 при температурах (500±20) С и (600±30) С;
- Ресурсные испытания макетов твэлов РУ СВБР-100 при температуре внутренней поверхности оболочки твэла в горячем пятне на первом этапе испытаний 500±30ºС и линейных нагрузках 350 Вт/см;
- Реакторные испытания 19-ти твэльной разборной ЭТВС в обоснование работоспособности:
  - твэла с виброуплотнённым МОКС-топливом с различными вариантами расположения в твэлах теплоизоляторов- геттеров;
  - твэла с таблеточным МОКС-топливом, изготовленным в ОАО «ГНЦ НИИАР».

## Практическое экспериментальное обоснование новых технологий
- Экспериментальное обоснование материалов БН-К;
- Эксперименты по обоснованию конструкционных материалов реактора СВБР;
- Эксперименты по обоснованию конструкционных материалов реактора БРЕСТ-ОД;
- Эксперименты по обоснованию плотного топлива;
- Эксперименты в обоснование новых материалов для тепловых реакторов.